# Província de Kotaik
Kotaik és una de les províncies d'Armènia. Està en el centre del país. La capital és Hrazdan. S'hi troben la ciutat turística de Garní, el monestirs de Geghard i el Temple de Garní. Kotaik és també el nom de la famosa cervesa armènia.

## Geografia
Kotaik, amb una superfície de 2089 km², està envoltada per cinc províncies, Geghark'unik' a l'est, Tavuix al nord-est, Lorí al nord, Aragatsotn a l'oest i Ararat al sud. Al sud-oest limita amb la capital Erevan.
La província ocupa la part nord-est de la plana d'Ararat, la part més àmplia de l'altiplà Armeni. La plana de Kotaik situada entre els rius Hrazdan i Azat té una altitud de 1200–1500 m, dominada per les muntanyes de Geghama, a l'est-nord-està, que la separen del llac Sevan. Al nord, a l'altra banda del riu Hrazdan, hi ha les muntanyes de Pambak. A l'oest, les muntanyes de Tsaghkunyats, la separen de la vall del riu Kasakh.
Els tres rius més importants de la província són el riu Hrazdan, el riu Getar i el riu Azat. L'únic llac de la província és el llac Akna, de cràter, situat a 3032 ma les muntanyes de Geghama.
Les erupcions dels volcans que conformen el massís de Geghama, han fet que la major part de la província estigui coberta de lava i toba calcària.
El clima oscil·la entre el semidesèrtic del sud i el nival al centre i nord. Les precipitacions van des dels 200 mm al sud fins als 400 i 900 mm al centre i nord, a les muntanyes.

## Població
Segons el cens de 2011, Kotaik tenia una població de 254.397 habitants, al voltant d'un 8,4 % de la població d'Armènia. La població urbana és de 137.481 habitantes (54%), repartits en 7 ciutats, Abovyan, la més gran (43.495 habitants), Hrazdan, Charentsavan, Yeghvard, Byureghavan, Nor Hachn i Tsaghkadzor, i la rural és de 116.916 habitants (46%), en 60 comunitats rurals, la més gran de les quals és Zovuni, amb 5479 habitants.

### Grups ètnics i religió

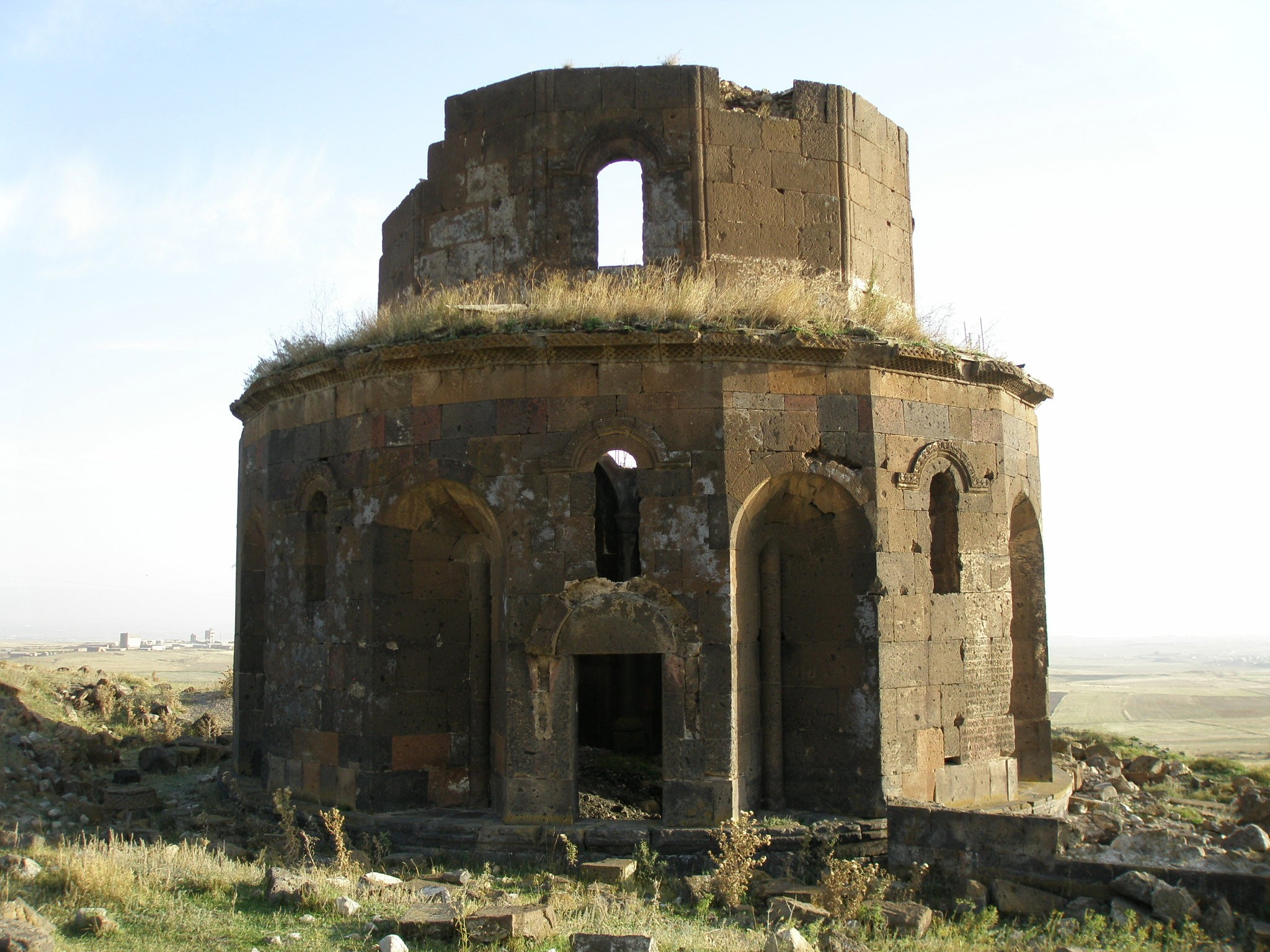
Ruines del monestir de Gharghavank del segle VII

La majoria dels habitants de Kotaik són armenis que pertanyen a l'Església apostòlica armènia, dirigida en aquesta província per la diòcesi de Kotaik, encapçalada per l'arquebisbe Arakel Karamyan. La seu de la diòcesi es troba al monestir de Kecharis, a Tsaghkadzor.
Hi ha petites comunitats Iazidís a Zovuni, Bjni, Getamej i Dzoraghbyur, i un nombre significatiu de russos molokans a Zovuni i Alapars. A Hankavan hi ha una majoria de grecs, i a Arzni una majoria d'assiris.
A Abovyan and Byureghavan es troben petites minories de molokanes, yazidis, kurds, assiris i grecs.

## Subdivisions administratives i localitats
La província de Kotaik té les següents 67 comunitats (hamaynkner), de les quals 7 són urbanes i 60 rurals. La divisió inferior és per raion, la subdivisió administrativa d'Armènia abans de 1995.

## Història

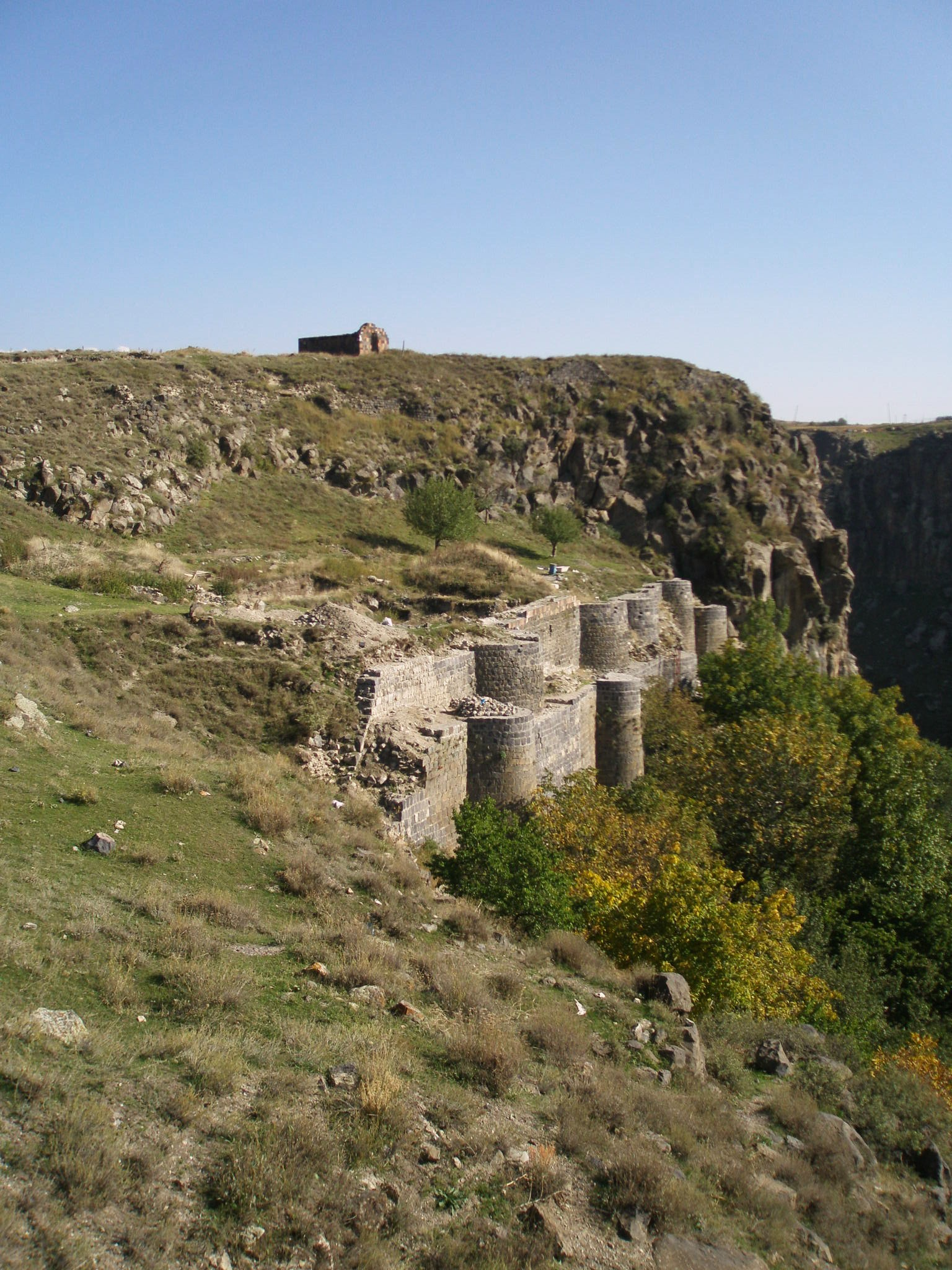
Fortalesa de Bjni del període bagràtida, segle IX

Les referències més antigues sobre la regió de Kotayk daten dels segles I i II dC. Segons Claudi Ptolemeu, Kotayk es trobava sota administració directa dels reis arsàcides d’Armènia. Tanmateix, durant els segles IV i V, els territoris foren concedits a la família noble dels Varazhnuni, que administrava els boscos i les terres utilitzades com a zona de caça pels monarques arsàcides. Posteriorment, entre els segles V i VII, sota dominació persa, la regió fou atribuïda a les famílies nobles dels Camsaracans i dels Amatuní.
Entre els segles VII i IX, Armènia patí l’ocupació islàmica àrab. Amb el declivi d’aquesta dominació, a finals del segle IX, Kotayk s’incorporà al recentment establert Regne Bagràtida d’Armènia. Però posteriorment, entre els segles XI i XV, la regió fou successivament envaïda per diversos pobles, incloent-hi els seljúcides, mongols, Aq Qoyunlu i Qara Qoyunlu.
A començaments del segle XVI, el territori de l’actual Kotayk passà a formar part del beglarbegui d’Erevan dins la Pèrsia Safàvida. Durant la primera meitat del segle XVIII, el territori quedà integrat al kanat de Yerevan, primer sota la dinastia afxàrida i posteriorment sota la dinastia qajar, romanent sota sobirania persa fins als anys 1827–1828. Amb la victòria russa en la guerra russo-persa de 1826–1828 i la signatura del Tractat de Turkmantxai, l’Armènia Oriental —incloent-hi Kotayk— fou annexada a l’Imperi Rus.

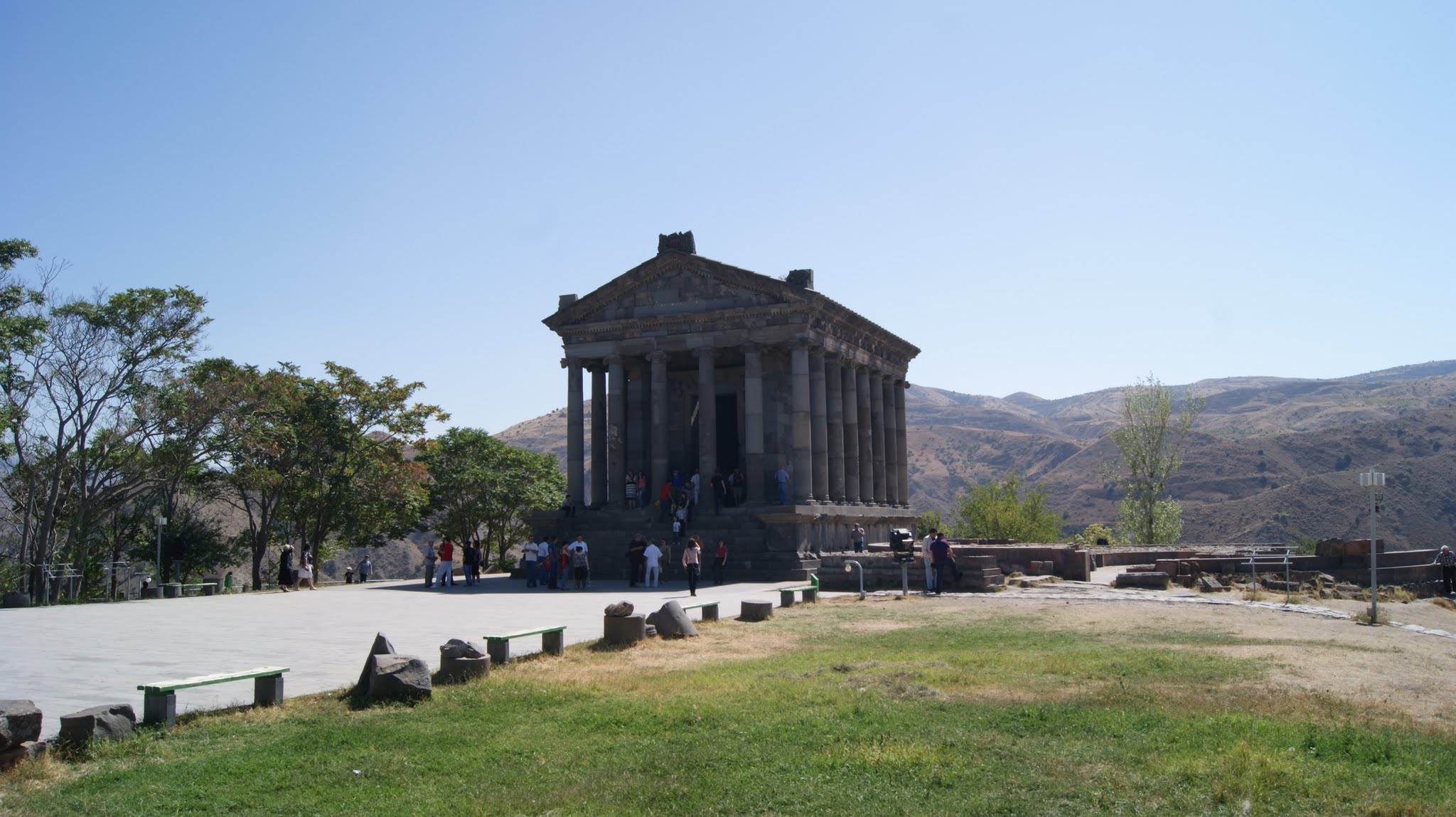
Temple de Garní

Amb la caiguda de l’Imperi Rus i les victòries decisives dels armenis sobre els turcs a les batalles de Sardarapad, Abaran i Karakilisa, la regió passà a formar part de la Primera República d’Armènia el maig de 1918. Després de només dos anys d’independència, Armènia fou incorporada a la Unió Soviètica el desembre de 1920.
Després de la Segona Guerra Mundial, Kotayk experimentà un notable creixement i desenvolupament sota el règim soviètic. S’hi fundaren nombrosos assentaments urbans i centres industrials, entre els quals destaquen les ciutats de Byureghavan (1945), Txarentsavan (1947), Nor Hachn (1953), Hrazdan (1959) i Abovian (1963). A partir d’aquest desenvolupament, Kotayk es consolidà com una de les principals regions industrials de la República Socialista Soviètica d’Armènia.
Entre els anys 1930 i 1995, el territori de l’actual província de Kotayk es dividia administrativament en tres raions (districtes): Kotayk, Nairi i Hrazdan. Amb la reforma territorial de 1995, aquests tres raions foren unificats per formar l’actual província de Kotayk.

## Cultura
El 1953 es va fundar el teatre de Hrazdan. A aquesta ciutat també hi ha una branca de la Galeria Nacional d'Armènia i el museu geològic.
El poble de Yeghvard té edificis i estructures històriques de les èpoques antigues i medieval. Aquestes inclouen l'assentament antic "Seghanasar" del segon mil·lenni aC, les ruines d'una església del segle IV envoltada per més de 30 Khachkars de segle XII, les ruiïnes de l'església Katoghike, del segle V i l'església de la Mare de Déu, del segle XIV, que està ben conservada.

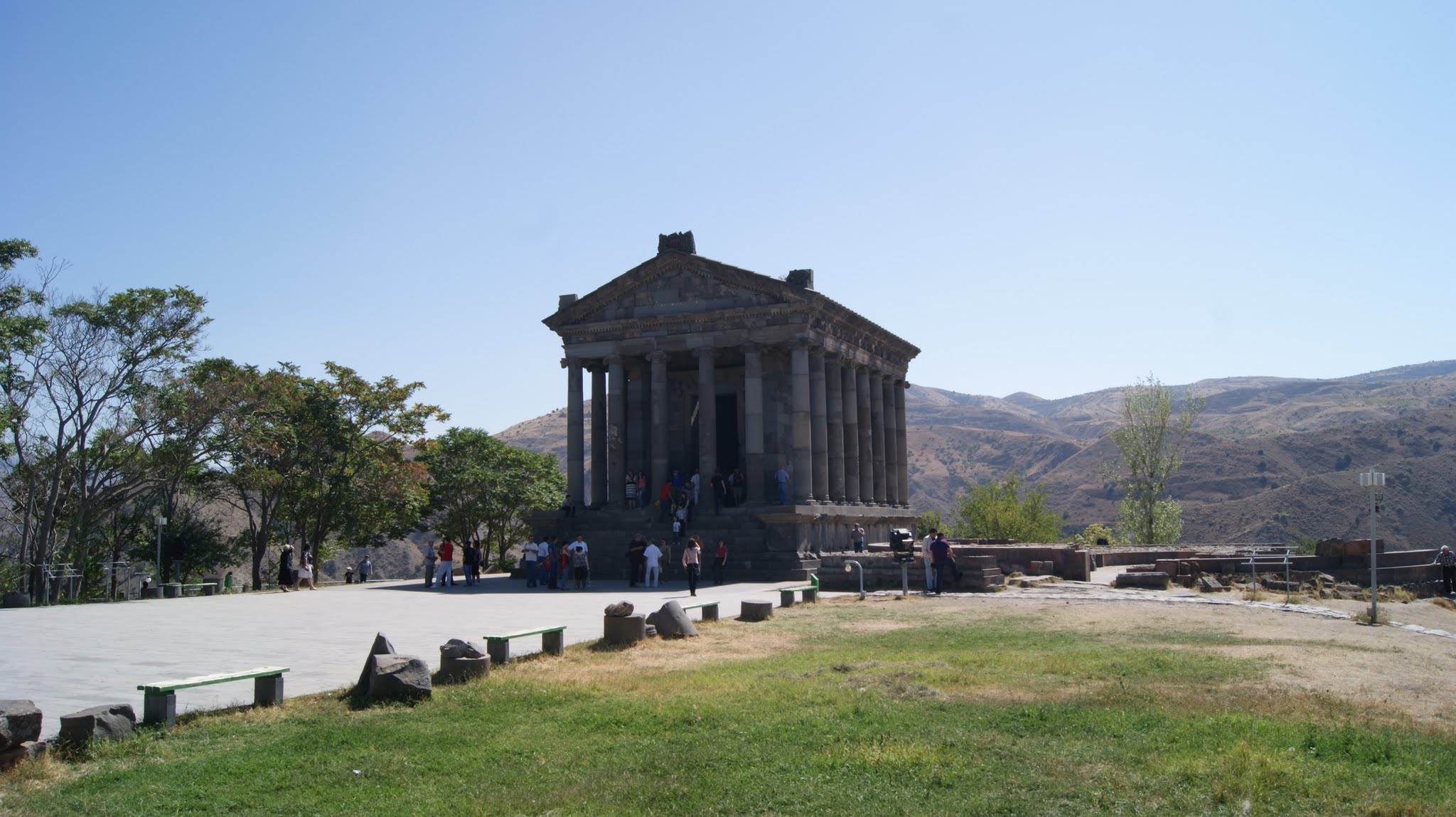
Temple de Garní

### Fortaleses i jaciments arqueològics
- Fortalesa Astghaberd de Hatis, medieval.
- Fortalesa de Bjni, del segle IX.
- Fortalesa ciclòpea de Darani, del segon mil·lenni aC.
- Fortalesa de Jrvezh, del segon mil·lenni aC.
- Antic assentament Seghanasar de Yeghvard, del segon mil·lenni aC

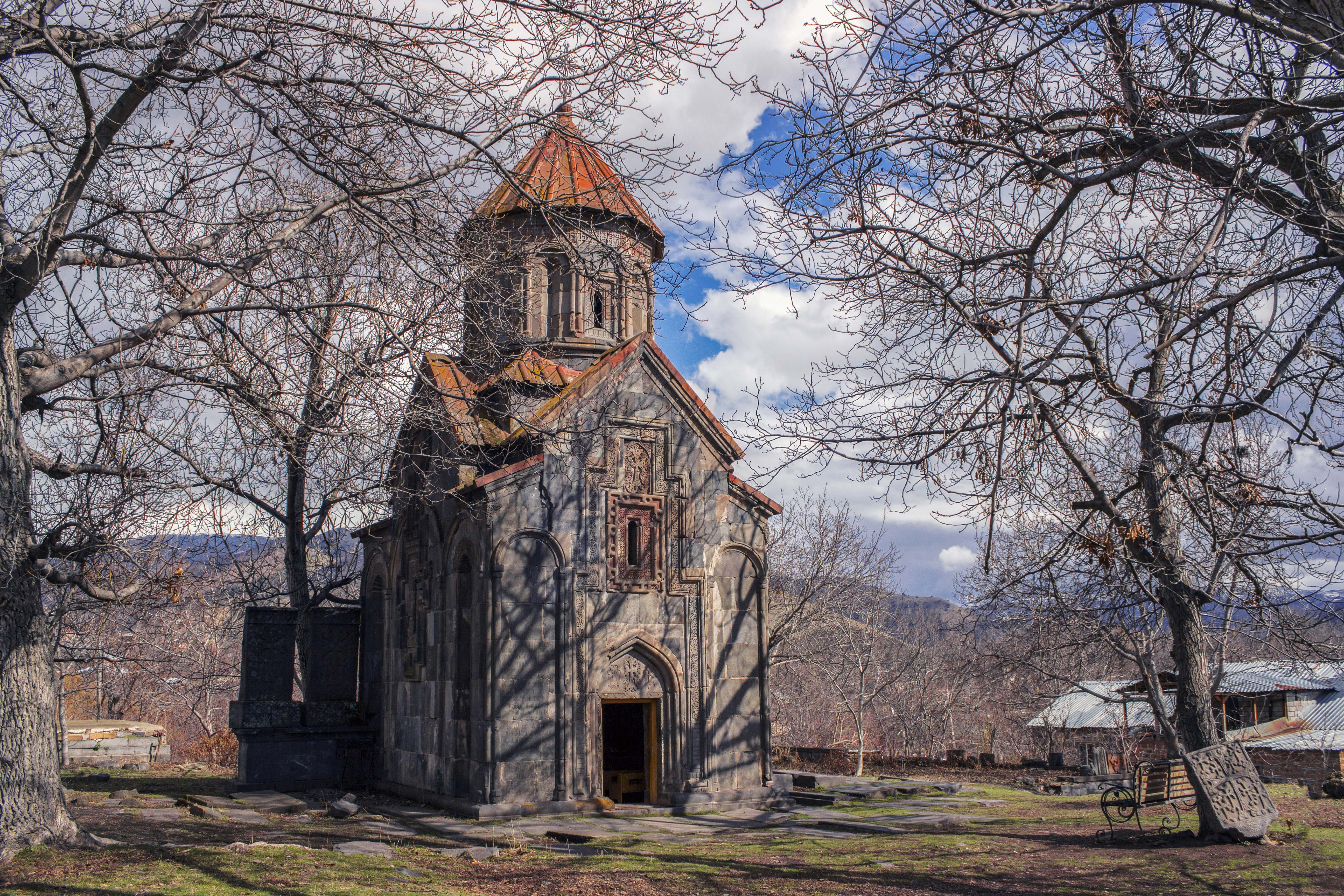
Església Mashtots Hayrapet

- Església Mashtots HayrapetTemple de Garní, del Segle I aC.

### Esglésies i monestirs
- Monestir d'Artavaz, del segle VII.
- Monestir de Dzagavank, del segle VII.
- Monestir de Geghard (monestir de la Llança), segle IV.
- Monestir de Gharghavank, del segle VII.
- Moneatir Havuts Tar, del segle XI.

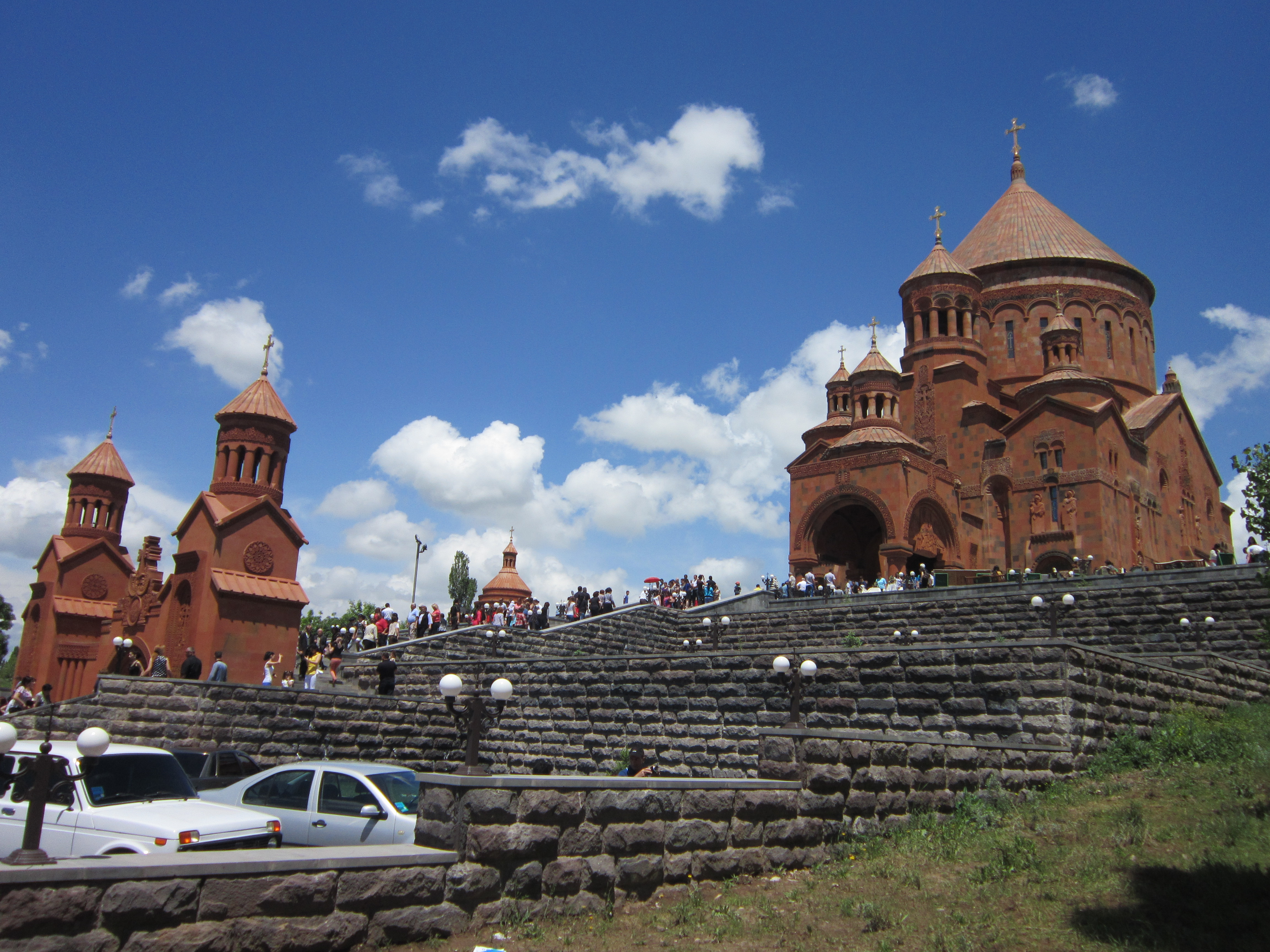
Església Surp Hovhannes d'Abovyan

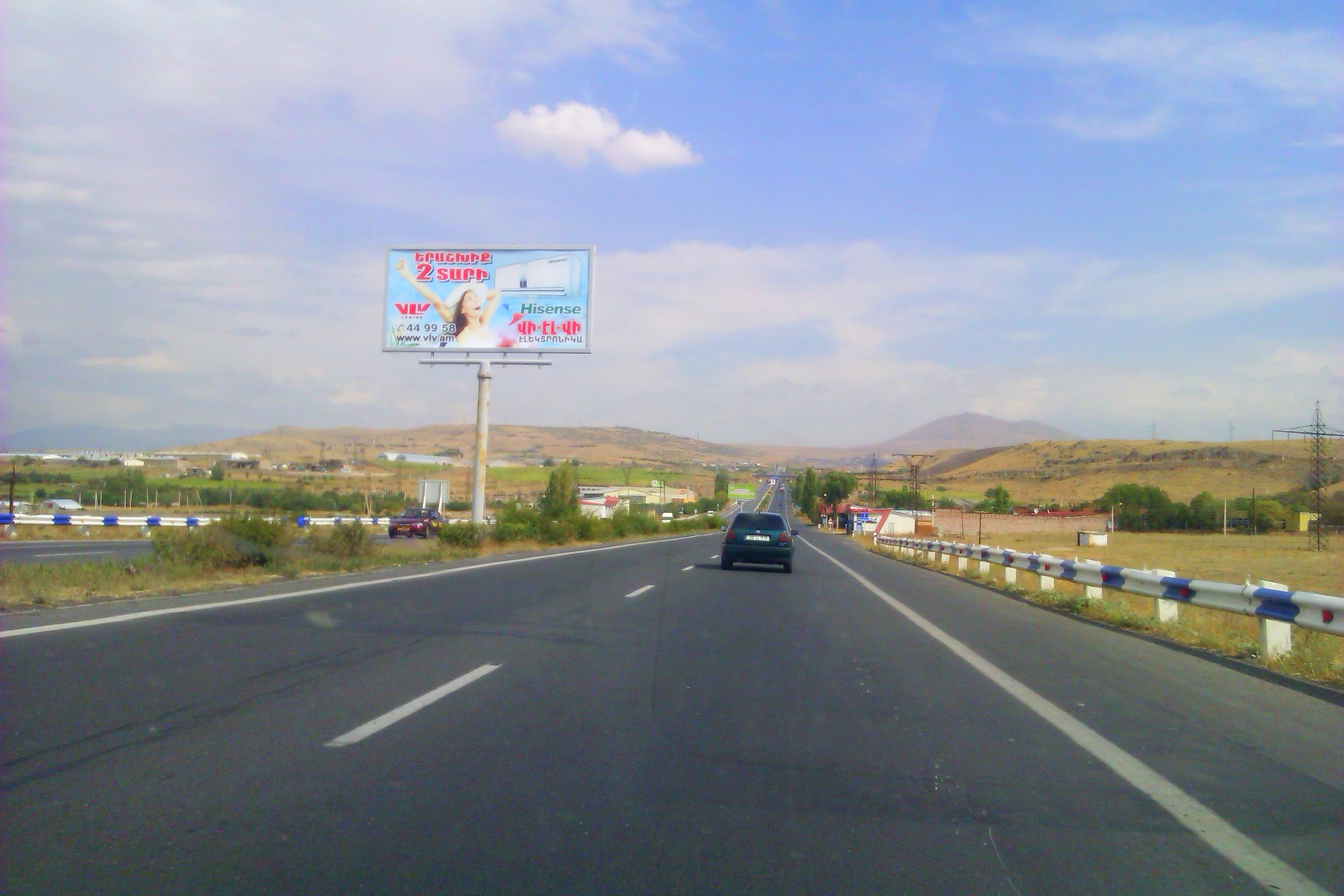
Carretera M-4 a Kotayk

- Església Surp Hovhannes d'AbovyanEsglésia de la Mare de Déu d'Arinj, del segle XV.
- Església de la Mare de Déu de Bjni, del 1030.
- Monestir de Ketxarís, segle XI.
- Monestir de Makravank.
- Església Mashtots Hayrapet de Garní., segle XII.
- Monestir de Mayravank, segle VII.
- Monestir de Neghuts, segle X
- Monestir de Ptghnavank, s. VI.
- Església de Sub Karapet de Rndamal, s. X.
- Església Surp Hovhannes d'Abovyan.
- Església de Surp Kiraki d'Arzni, s. Vi.
- Monestir de Tajharuyk, de l'Església Ortodoxa Georgiana, s. XII.
- Carretera M-4 a KotaykEsglésia de la Mare de Déu de Yeghvard.

## Transports
La carretera M-4 connecta la província amb la resta del país. També hi ha una xarxa de carreteres provincials.
Al ésser molt a prop de la capital, les ciutats de Kotayk tenen connexions regulars amb la capital amb mini autobusos.

## Economia

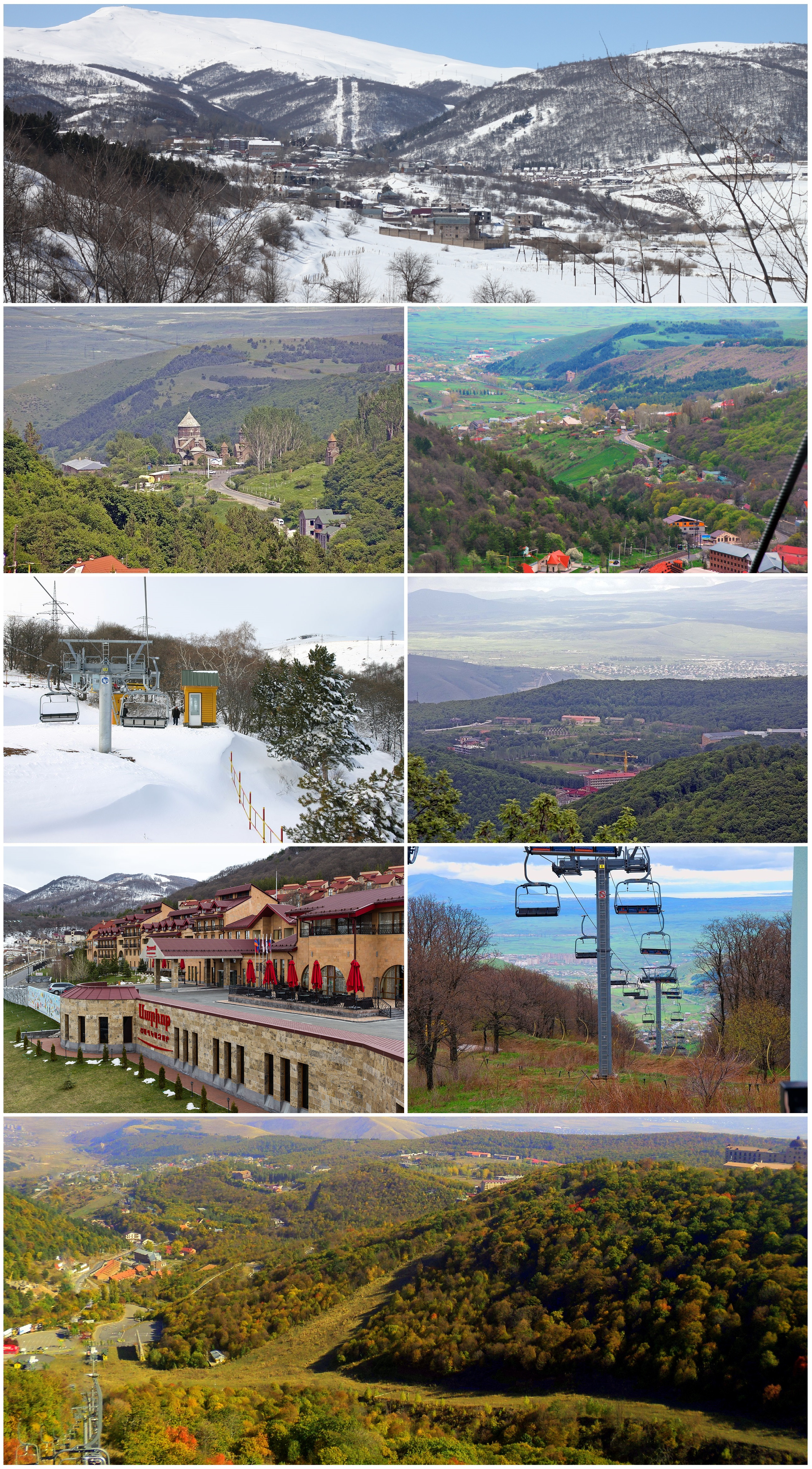
Imatges de Tsaghkadzor

Kotayk és un centre agrícola important del país i produeix el 6% del total de la producció armènia. El 74% del seu territori és agrícola i té 378 km quadras de regadiu. Produeix farratges, tabac, fruites, vegetals i grans.
A la província hi ha dos canals hídrics.
Durant l'època soviètica fou un centre industrial. Les ciutats de Byureghavan, Charentsavan, Nor Hachn, Hrazdan i Abovyan foren fundades durant aquest període per promoure la indústria de la República Socialista Soviètica d'Armènia. A l'actualitat la província produeix el 13,5% de la producció industrial del país. Hi ha indústries de processament d'aliments i materials de la construcció.

### Turisme
La ciutat spa de Tsaghkadzor és un resort popular de montanya amb diversos hotels i sanatoris. L'estació d'ski de Tsaghkadzor és una destinació major dels amants dels esports d'hivern.
El monestir de Geghard, localitzat al sud de la província, està declarat com monument de la UNESCO amb el nom de Monestir de Geghard i l'Alt Vall del riu Azat. El temple pagà de GArni i el monestir medieval de Ketcharis són altres monuments destacats de la província.
Kotaik té tres zones naturals protegides, el Santuari d'Arzakan-Meghradzor, el Santuari de Banks'Pine Grove i el Santuari Hidrològic de Hankavan.
Entre els seus recursos turístics, també destaquen: els resorts de montanya d'Aghveran i Hankavan, la ciutat-spa de Tsaghkadzor i l'estació d'esquí homònima.

## Educació
Hrazdan és la seu de la Universitat Humanitària de Hrazdan, un centre privat que té les facultats de llei, pedagogia i economia.
A Abovyan hi ha dues institucions científiques i centres de recerca: L'Hospital Republicà de la tuberculosis i l'Institut de Microbiologia de l'Acadèmia Nacional Armènia de les Ciències.
A prop del poble de Nor Hach hi ha la Universitat Armenak Khanperyants d'Aviació Militar.
En el curs 2015-16, Kotayk tenia 103 escoles públiques i una escola privada. També tenia 54 llars d'infants.

## Esports
L'any 1955 es va fundar el FC Kotayk, un dels clubs de futbol més antics d'Armènia. L'estadi més gran de la província és l'Estadi de la Ciutat d'Abovyan. També hi ha estadis de futbol a Hrazdan, Nor Hachn, Charentsavan i Kasagh.
Tsaghkadzor és un centre destacat d'esports de muntanya i disposa d'una estació d'esquí.

## Personalitats notables
- Djivan Gasparyan, músic armeni.
- Grigor Magistros (990–1058),  acadèmic i lingüista armeni
- Vanes Martirosyan, boxejador armeno-estatunidenc.
- Armen Nazaryan, judoka Armeni.
- Leon Orbeli (1882–1958), metge Armeni.
- Masis Voskanyan, futbolista armeni.